# 虎猛威龙
《虎猛威龙》是一部1995年上映的香港电影。由袁和平导演，钟丽缇和何家劲领衔主演。

## 故事大纲
阿龙是一位保安，阿丽是一位服务员，原本二人并不相干，看似平静欢乐的船，却隐藏着一个大阴谋：船长偷了核元素，准备贩卖，却被副船长抢先一步，串通女星易玲杀了船长，并让阿龙做替死鬼。易玲与副船长开始了疯狂的杀人行动，而阿龙和阿丽为了生存，开始了与易玲和副船长的搏斗......

## 演员
| 演员           | 角色   | 关系 | 昵称   |
| 钟丽缇         | 阿丽   | 服务员 阿龙之女友 與易玲決鬥中意外把其燒傷 |        |
| 何家劲         | 阿龙   | 保安 阿丽之男友 原警員，因休假時捕犯時因失誤害死其妻後辭職 在郵船被捲入陰謀後決定阻止一切，並最後將副船长、Bobby擊斃                                           |        |
| 邹兆龙         | 副船长 | 易玲之男友 偷盗核元素的主谋 杀死易玲、龙仔、船长之凶手 企图杀害阿龙、阿丽、CiCi，最后被阿龙自卫擊斃                                                            |        |
| 吕少玲         | 易玲   | 女歌星 副船长之女友 偷盗核元素的帮凶 杀死吴先生、吴太太、船长之凶手 企图杀害阿丽，被阿丽自卫枪伤，因身上有油漆触枪而产生大火，被烧至毁容及重伤后，遭副船长击毙 | E-Ling |
| Robert Samuels | Bobby  | 偷盗核元素的帮凶 企图杀害阿龙，最后被阿龙擊斃 |        |
| 曹荣           | -      | 偷盗核元素的帮凶 企图杀害阿龙，被其用哑铃袭击至重伤，之后又欲杀害阿丽，争执期间坠楼身亡                                                                        |        |
| 伍善詩         | CiCi   | 父母在郵輪上都被凶徒殺害，更被副船长脅持，後獲救 最後被阿龙、阿丽收养                                                                                          |        |
| 譚淑梅         | -      | CiCi之母 被易玲枪杀 |        |
| 胡枫           | 吴先生 | 吴太太之夫 患有心脏病 被易玲杀害 |        |
| 韩马利         | 吴太太 | 吴先生之妻 被易玲杀害 |        |
| 陳志文         | -      | CiCi之父 保安 阿龙的同事 被副船长杀害 |        |
|                | 船长   | 欲偷运核元素 被易玲、副船长等人杀害 |        |

## 影片分級

### 電影
| 國家／地區 | 分級 |
| 香港       |      |

### 電視
| 國家／地區 | 分級                                       |
| 香港       | PG(危險動作、成人情節、暴力鏡頭及不安畫面) |

## 外部連結
- 豆瓣电影上《虎猛威龙》的資料 （简体中文）
- 时光网上《虎猛威龙》的資料（简体中文）
- AllMovie上《虎猛威龙》的资料（英文）
- 爛番茄上《虎猛威龙》的資料（英文）
- 香港影庫上《虎猛威龙》的資料（繁體中文）
- 互联网电影数据库（IMDb）上《虎猛威龙》的资料（英文）